# دبالتسفه
دبالتسفه (به اوکراینی: Дебальцеве) شهری در استان دونتسک در کشور اوکراین واقع شده‌است. جمعیت این شهر ۲۴,۳۱۶ نفر (۲۰۲۱ تخمینی) است.